# Records de la darrera carlinada
Records de la darrera carlinada és la primera novel·la publicada de l'escriptor olotí Marià Vayreda (1853-1903), publicada l'any 1898. Es tracta d'una obra publicada una vintena d'anys més tard de l'última Guerra Carlina i ambientada en aquest conflicte bèl·lic en què Vayreda prengué part.
L'obra està dividida en catorze relats en primera persona a partir dels propis records a la guerra («Carlins a la muntanya», «La xocolatera», «Bateig de foc», «Episodi dolorós», «El valencianet», «La barreja», «Fantasies», «El noi de l'Alou», «Desesperació», «L'esquadró de la sang», «Parèntesi», «La persecució», «Calvari» i «L'hospital»), ordenats de manera meditada que dibuixen un itinerari vital. Així doncs, en el primer narra els motius pels quals es va allistar a les tropes carlines mentre que en l'últim hi narra la derrota carlina i l'exili. Aquestes catorze narracions breus estan en la línia dels relats breus que Vayreda publicà a revistes com L'Olotí, La Veu de Catalunya i La Renaixensa, publicacions que vinculades a les idees catalanistes i tradicionalistes.
L'obra està protagonitzada pel mateix narrador, que amb disset anys s'allista al bàndol carlí en un moment de revolta personal contra els conflictes polítics de l'Espanya del moment. La narració, però, es duu a terme vint anys després del conflicte, en un moment que el protagonista veu obsoleta la causa carlina i s'ha convertit al regionalisme. Això fa que la novel·la sigui plena de decepció i nostàlgia. Una desil·lusió i malenconia que contrasta amb la visió èpica de la guerra que tenia abans de participar en el conflicte bèl·lic.
L'any 2003, cent cinc anys després de la seva publicació, L'Avenç reedità Records de la darrera carlinada, adaptant l'ortografia prefabriana a l'ortografia actual per tal d'apropar-lo al lector d'avui.